# Хигасихиросима

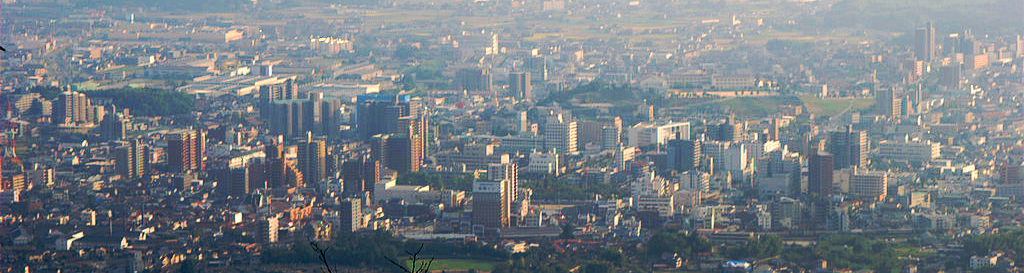
Центр города Хигасихиросима

Хигасихиро́сима (яп. 東広島市 Хигасихиросима-си, «Восточная Хиросима») — город в Японии.

## География и история

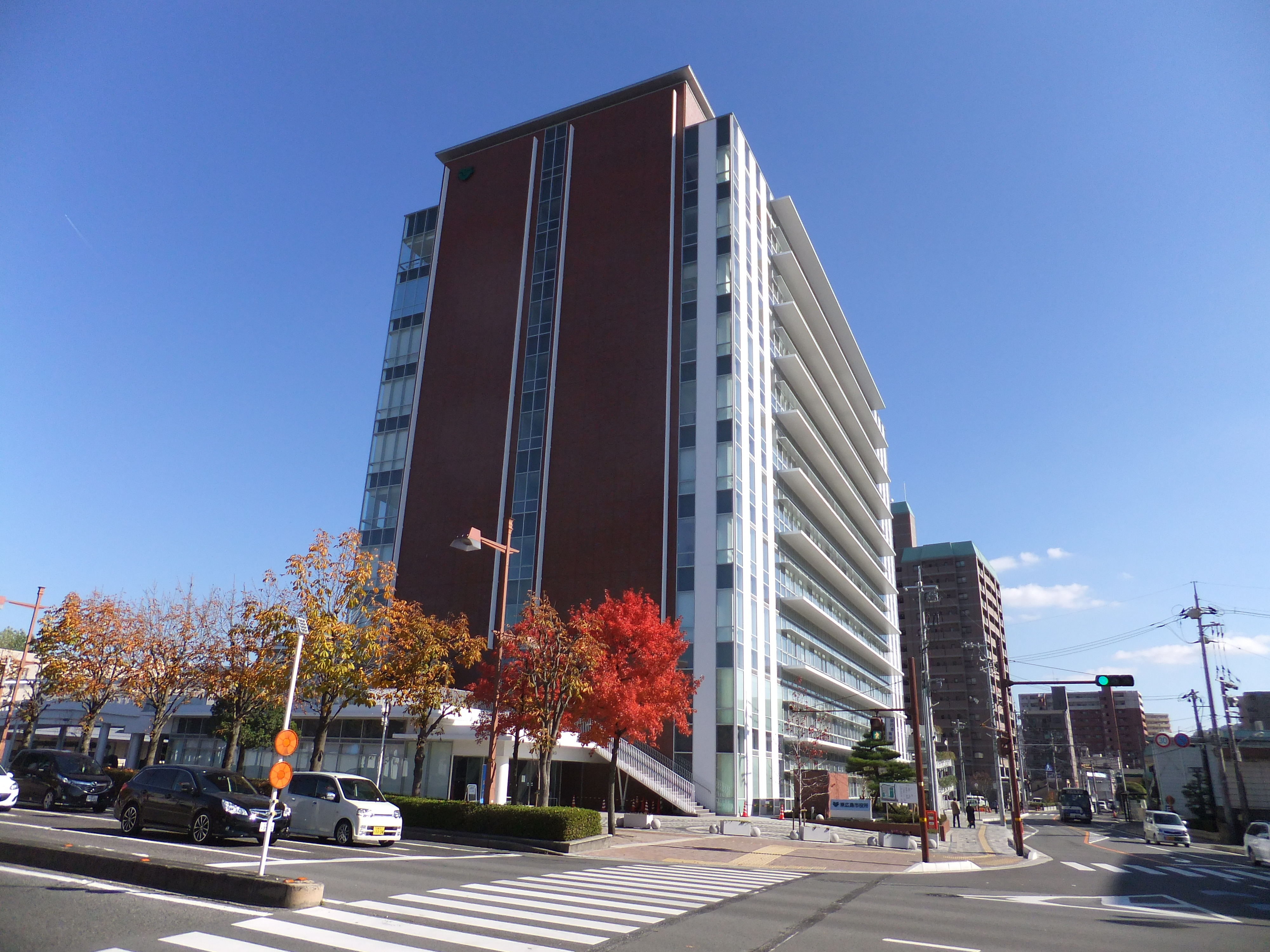
Мэрия города

Город Хигасихиросима находится на юго-востоке острова Хонсю. В административном отношении входит в префектуру Хиросима региона Тюгоку. Площадь города составляет 635,32 км². Численность населения равна 186 154 человека (на декабрь 2006 года). Плотность населения — 293 чел./км².
Город Хигасихиросима был образован 20 апреля 1974 года путём объединения посёлков городского типа Хатихоммацу, Нисидзё, Сива и Такая округа Камо. В 1992 году число жителей нового города превысило 100 тысяч человек. В феврале 2005 года с Хигасихиросимой слились посёлки Фукутоми, Коти, Куросэ и Тоёсака округа Камо, и посёлок Акицу округа Тойота.
В Хигасихиросиме расположен Хиросимский университет. Среди городских достопримечательностей следует отметить развалины замка Каганияма и буддистского монастыря Кокубун-дзи.

## Города-побратимы
- Дэян
- Китахиросима